# Kirche aller Nationen
Die Kirche aller Nationen (lat. Basilica Agoniae Domini; auch Kirche der Nationen oder Todesangstbasilika) ist ein römisch-katholischer Sakralbau im Garten Getsemani am Fuße des Ölbergs in Jerusalem und gehört zum Lateinischen Patriarchat von Jerusalem. Als Seelsorger sind Franziskaner der Kustodie des Heiligen Landes tätig.
Nach Matthäus 26,36–46  und Markus 14,25–42  hat Jesus von Nazaret an dieser Stelle im Bewusstsein des Bevorstehenden gebetet, bevor er von Judas Iskariot verraten wurde. Besonders bezieht sich die Kirche auf die nur bei dem Evangelisten Lukas 22,44  überlieferte Stelle: „Und er betete in seiner Angst noch inständiger und sein Schweiß war wie Blut, das auf die Erde tropfte.“ Dieses Blutschwitzen wird als Hinweis auf die Todesangst Jesu und sein auch menschliches Wesen angesehen.
Die Kirche wurde zwischen 1919 und 1924 mit Geldern aus zwölf Ländern erbaut. Daher rührt auch der Name Kirche der Nationen. Das Wappen jedes der beteiligten Länder ist in einer eigenen Sektion an der Decke der Kirche zu finden. Das sind auf der linken Seite die Wappen von Argentinien, Brasilien, Chile und Mexiko, in Kirchenmitte folgen Italien, Frankreich, Spanien und das Vereinigte Königreich sowie auf der rechten Seite Belgien, Kanada, Deutschland und die Vereinigten Staaten.
Die dreischiffige Kirche hat die klassische Basilika-Form ohne Turm, aber zwölf Kuppeln, die für die zwölf Apostel stehen, die von sechs rotbraunen Säulen als Symbol für die Ölbäume getragen werden. Der Innenraum ist passend zum Thema Todesangst verhältnismäßig düster. Der Altar steht vor dem Felsen, auf dem Jesus gebetet haben soll, und ist mit einem Gitter umgeben, das an die Dornenkrone erinnert.
Die heutige Kirche steht auf den Fundamenten einer byzantinischen Basilika aus dem 4. Jahrhundert, erbaut durch Kaiser Theodosius I., die im Jahre 746 bei einem Erdbeben zerstört wurde, und einer Kreuzfahrerkirche aus dem 12. Jahrhundert, die 1345 zerstört wurde. Teile des ursprünglichen Fußbodens sind noch heute in der Kirche sichtbar.
Im Garten der Kirche liegt in einem alten Ölbaumhain die Pilgerstätte Getsemani.

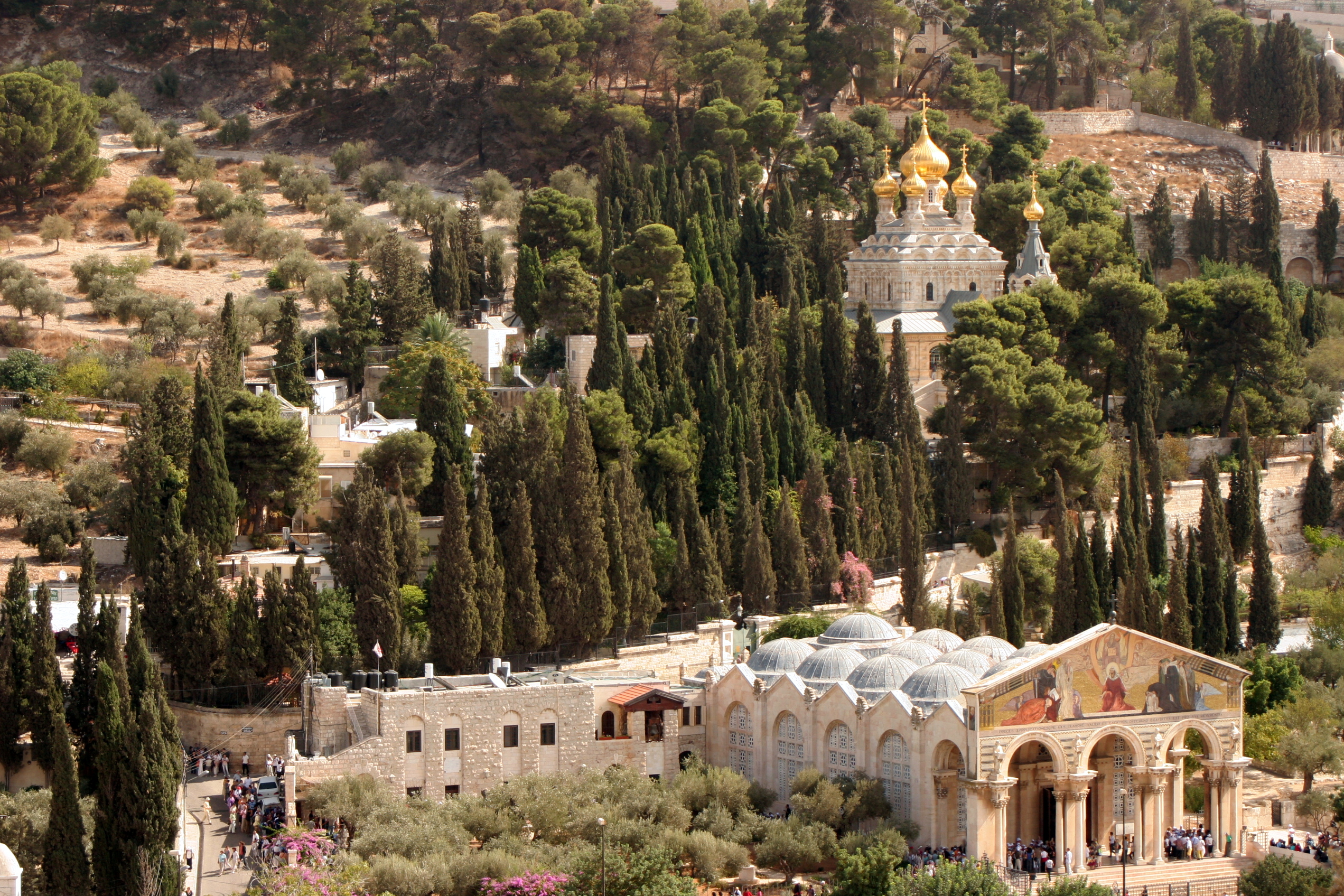
Gesamtansicht
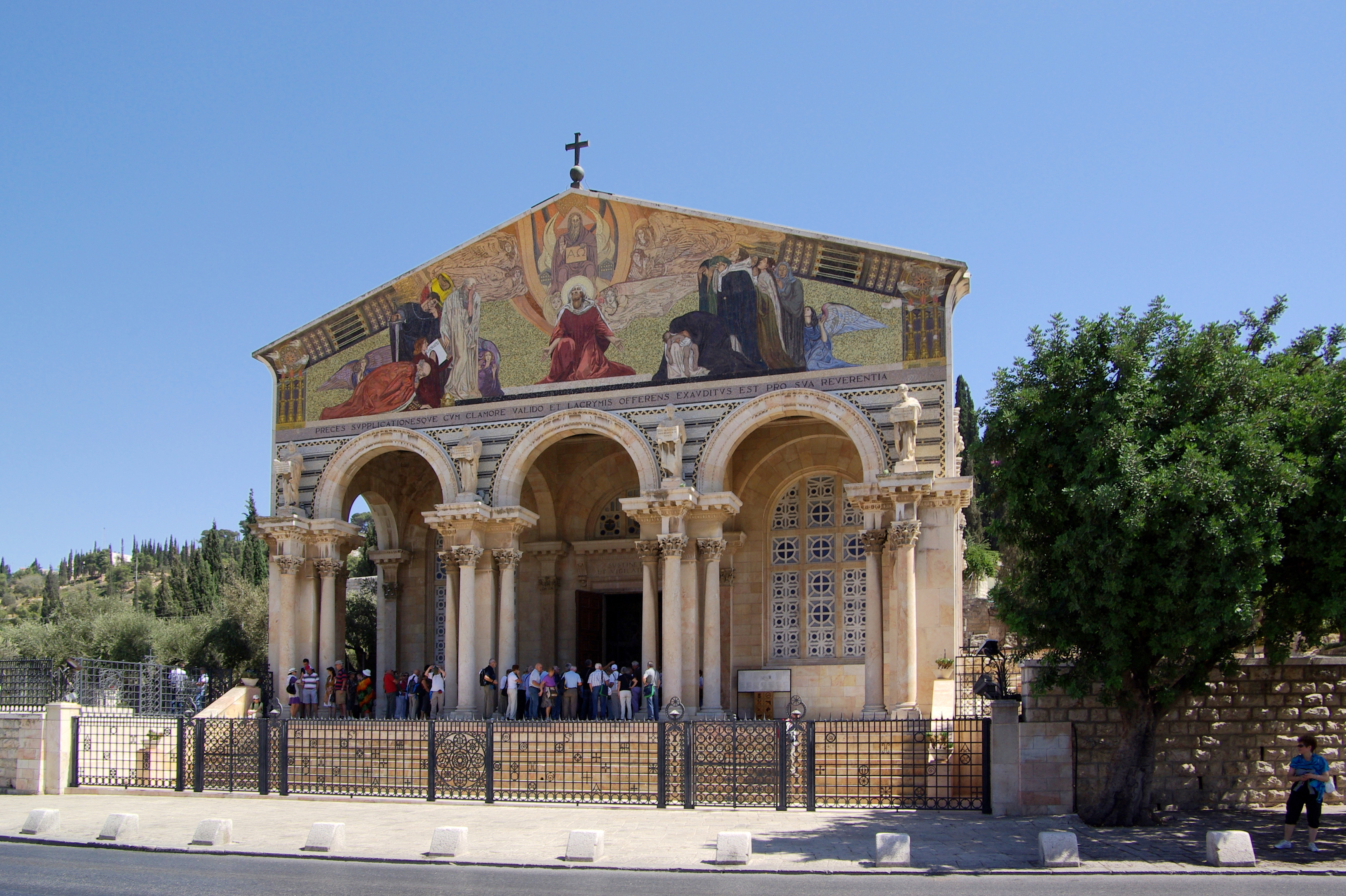
Frontansicht mit dem großen Mosaik
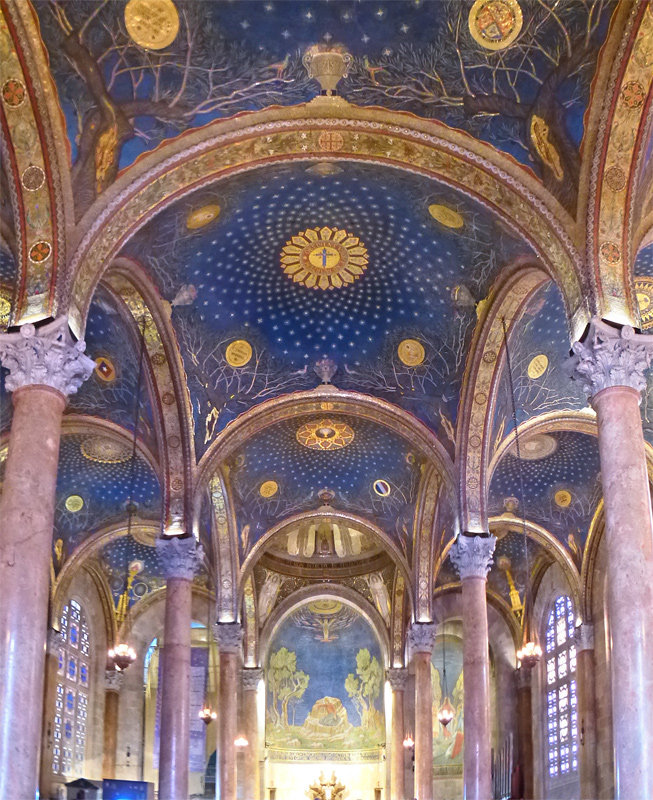
Innenansicht
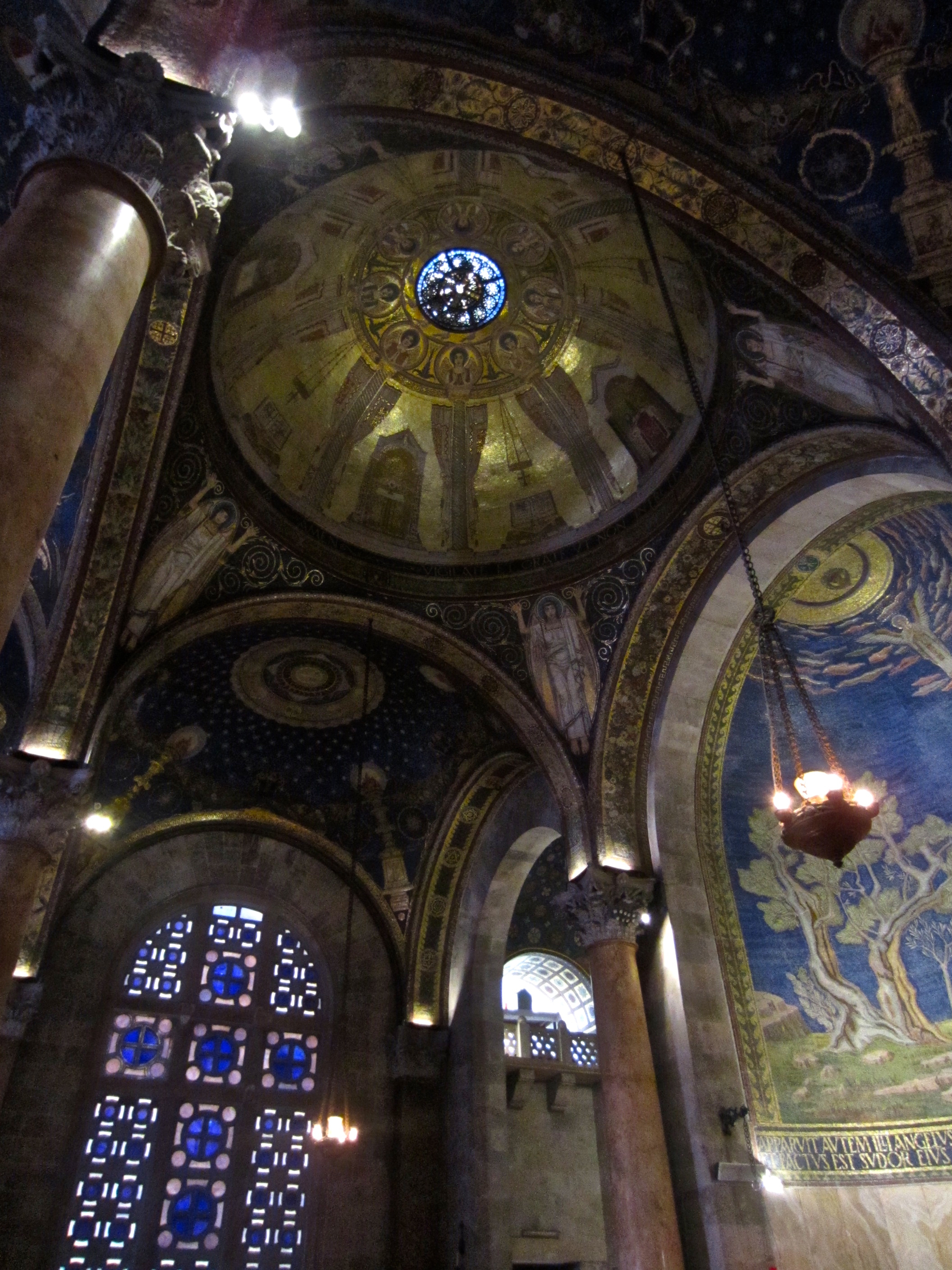
Innenansicht
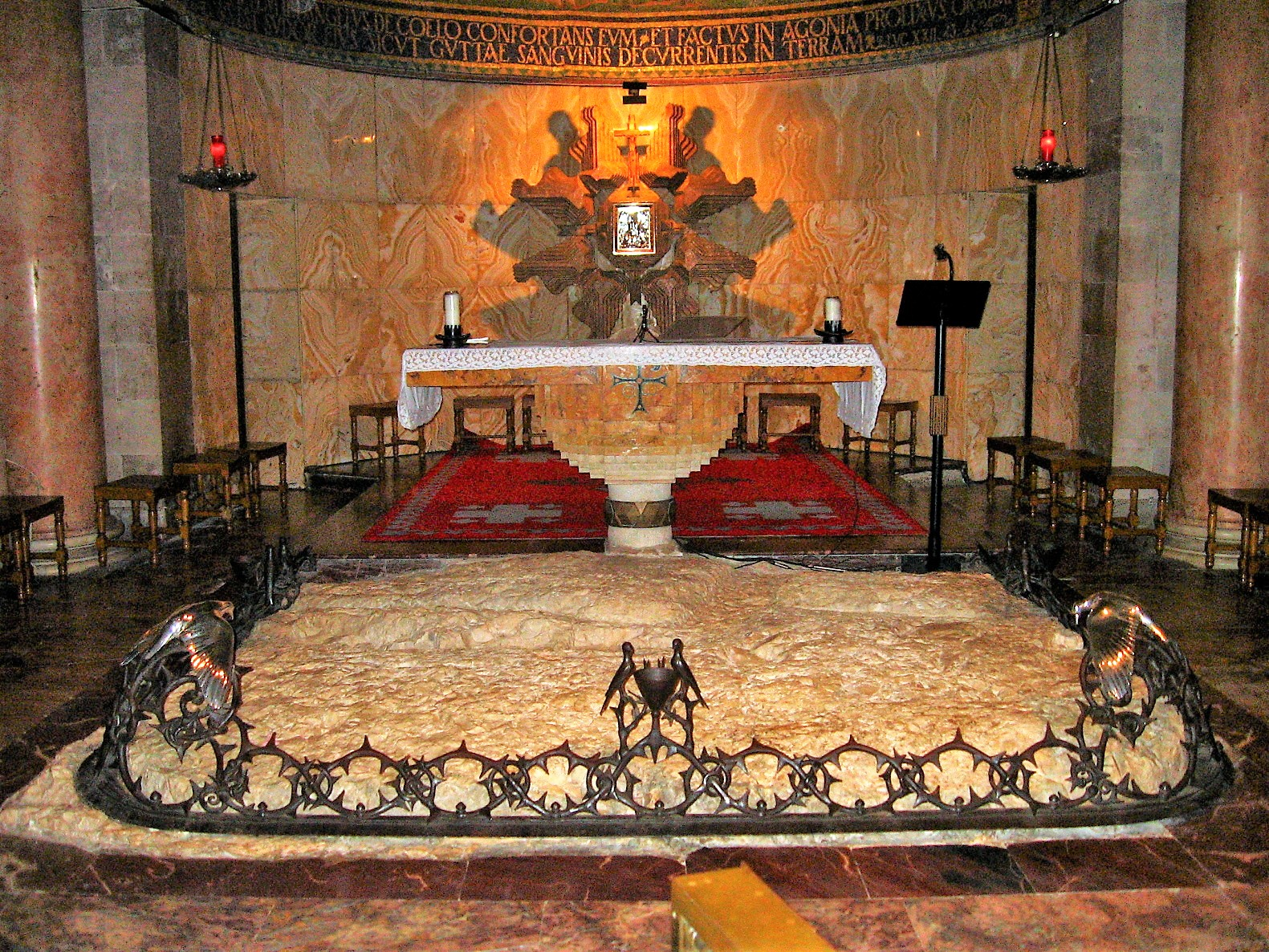
Der Felsen, auf dem Jesus gebetet haben soll